# Gäddegölen (Bosebo socken, Småland)
Gäddegölen är en sjö i Gislaveds kommun i Småland och ingår i Nissans huvudavrinningsområde.